# Boeing E-3 Sentry
El Boeing E-3 Sentry (Centinela) es un sistema de alerta y control aerotransportado (AWACS) desarrollado en Estados Unidos por Boeing como contratista principal. Derivado del avión comercial Boeing 707, su característica más distintiva es el enorme radar rotativo que porta en la parte superior y puede realizar tareas de vigilancia todo tiempo, mando, control y comunicaciones. Es usado por la Fuerza Aérea de los Estados Unidos (USAF), la OTAN, la Real Fuerza Aérea británica (RAF), el Armée de l'air francés, la Real Fuerza Aérea Saudí y la Fuerza Aérea de Chile (FACh). Entró en servicio en 1977 y su producción finalizó en 1992, con 68 ejemplares fabricados.

## Desarrollo

### Origen
A mediados de los años 60, la USAF estaba buscando un nuevo modelo de avión para reemplazar al Lockheed EC-121 Warning Star, un avión de hélice propulsado por motores de explosión que llevaba en servicio más de una década. Después de emitir los contratos preliminares de desarrollo a tres compañías, la USAF eligió a Boeing para fabricar dos estructuras para probar los radares propuestos por los fabricantes Westinghouse Electric y Hughes. Ambos radares usaban la tecnología de impulsos Doppler, y el diseño de Westinghouse surgió como ganador del contrato. Las pruebas con el primer E-3 producido comenzaron en octubre de 1975.

### Producción y entrada en servicio
El primer E-3 de la USAF fue entregado en marzo de 1977, y durante los siguientes siete años se fabricaron un total de 34 ejemplares. La OTAN, como una única entidad, adquirió 18 aviones, que tienen su base en Alemania. El E-3 también fue vendido al Reino Unido (7 unidades), a Francia (4) y a Arabia Saudita (5, más 8 aviones cisterna derivados del E-3). En 1991, año en el que fue entregado el último ejemplar producido, el E-3 participó en la Operación Tormenta del Desierto, jugando un papel crucial dirigiendo a los aviones de la Coalición contra el enemigo. Durante la vida de servicio del E-3, se llevaron a cabo numerosas actualizaciones para mejorar sus capacidades. En 1996, Westinghouse Electric fue adquirida por Northrop y renombrada Northrop Grumman Electronic Systems, y es esta empresa la que actualmente ofrece soporte para los radares de los E-3.

## Variantes

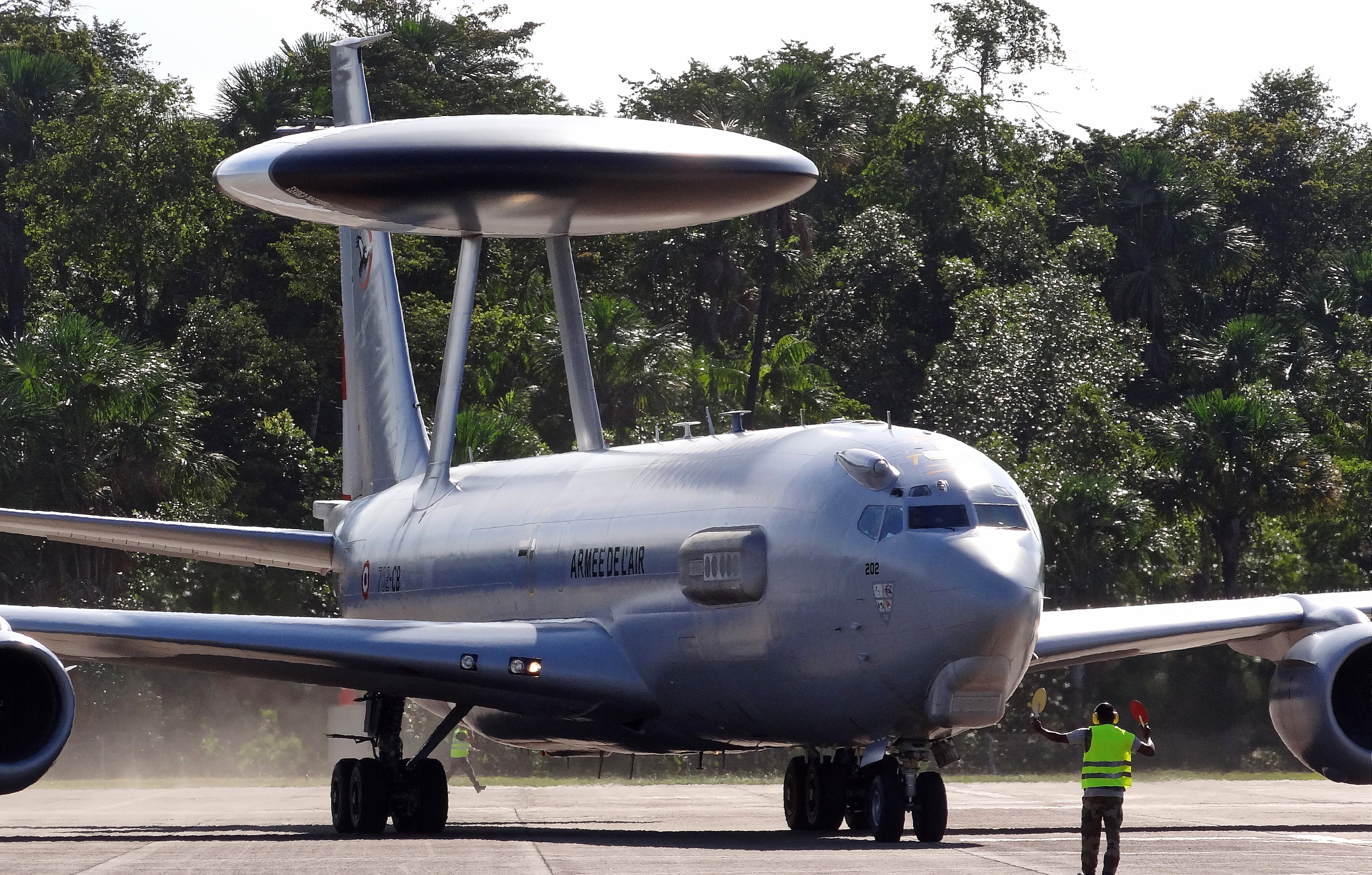
un E-3F de la Fuerza Aérea Francesa en 2014.

EC-137D
Dos aviones prototipo AWACS con motores JT3D, uno equipado con un radar Westinghouse Electric y el otro con uno de Hughes Aircraft Company. Ambos fueron convertidos al estándar E-3A con motores TF33.
E-3A
Aviones de producción con motores TF33 y radar AN/APY-1, 24 construidos para la USAF, más tarde convertidos al estándar E-3B, total de 34 ordenados, pero los últimos 9 completados como E-3C. Un avión adicional retenido por Boeing para realizar pruebas, 18 construidos para la OTAN con motores TF33, y cinco para Arabia Saudí con motores CFM56.
KE-3A
Estos no son aviones AWACS, sino cisternas propulsados con CFM56 basados en el diseño del E-3. Ocho fueron vendidos a Arabia Saudí.
E-3B
E-3A con mejoras, 24 conversiones.
E-3C
Aviones de producción con radar AN/APY-2, consolas de electrónica adicionales y mejoras de sistemas, diez construidos.
JE-3C
Un avión E-3A usado por Boeing para realizar pruebas, más tarde redesignado E-3C.
E-3D
Aviones de producción para la Real Fuerza Aérea del estándar E-3C, con motores CFM56 y modificaciones británicas, designados Sentry AEW.1, siete construidos.
E-3F
Aviones de producción para la Fuerza Aérea Francesa del estándar E-3C con motores CFM56 y modificaciones francesas, cuatro construidos.
E-3G
Modificación Block 40/45 de la USAF. Incluye actualizaciones de hardware y software, potencia de procesado del ordenador, seguimiento de amenazas y otras, y automatizado de algunas funciones anteriormente manuales. Se alcanzó el IOC en julio de 2015.

## Operadores
Arabia Saudita

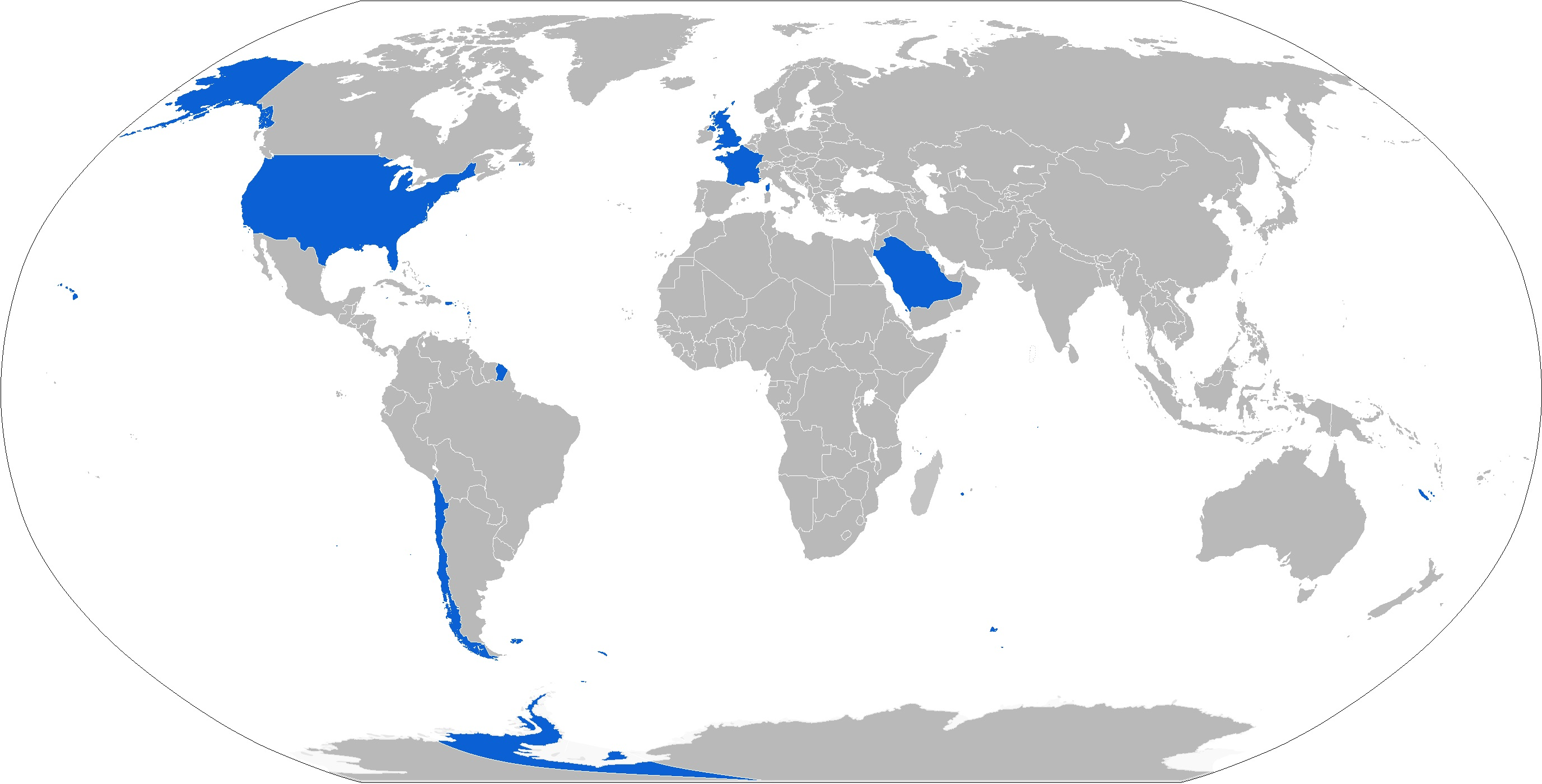
Mapa con países que operan la plataforma Boeing E-3 Sentry.

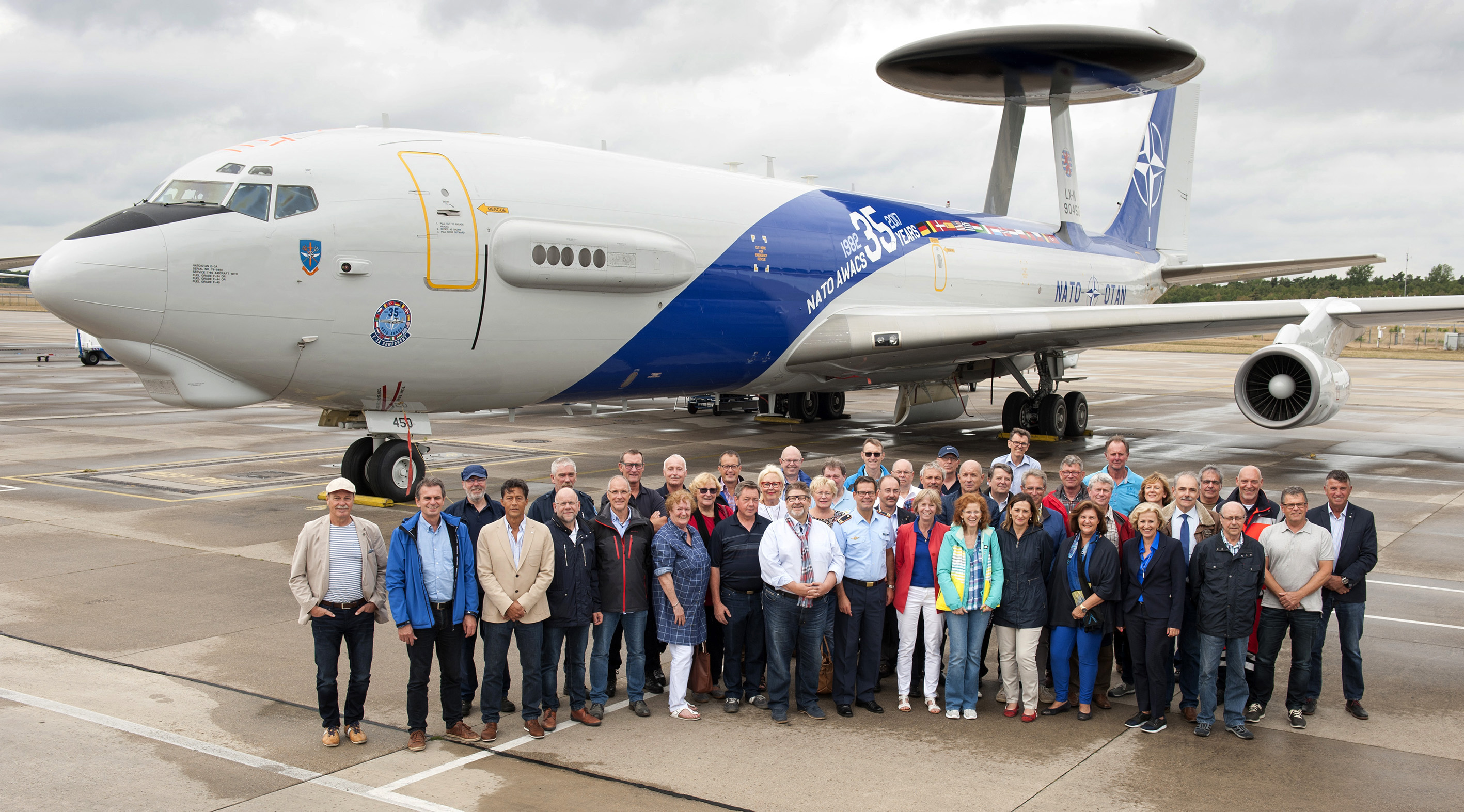
E-3 Sentry de la OTAN en Conmemoración de su 35° aniversario.

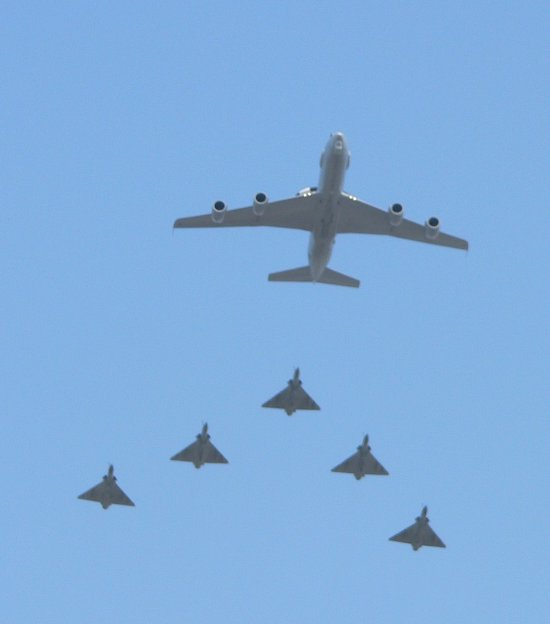
E-3 Sentry francés escoltado por aviones Mirage 2000.

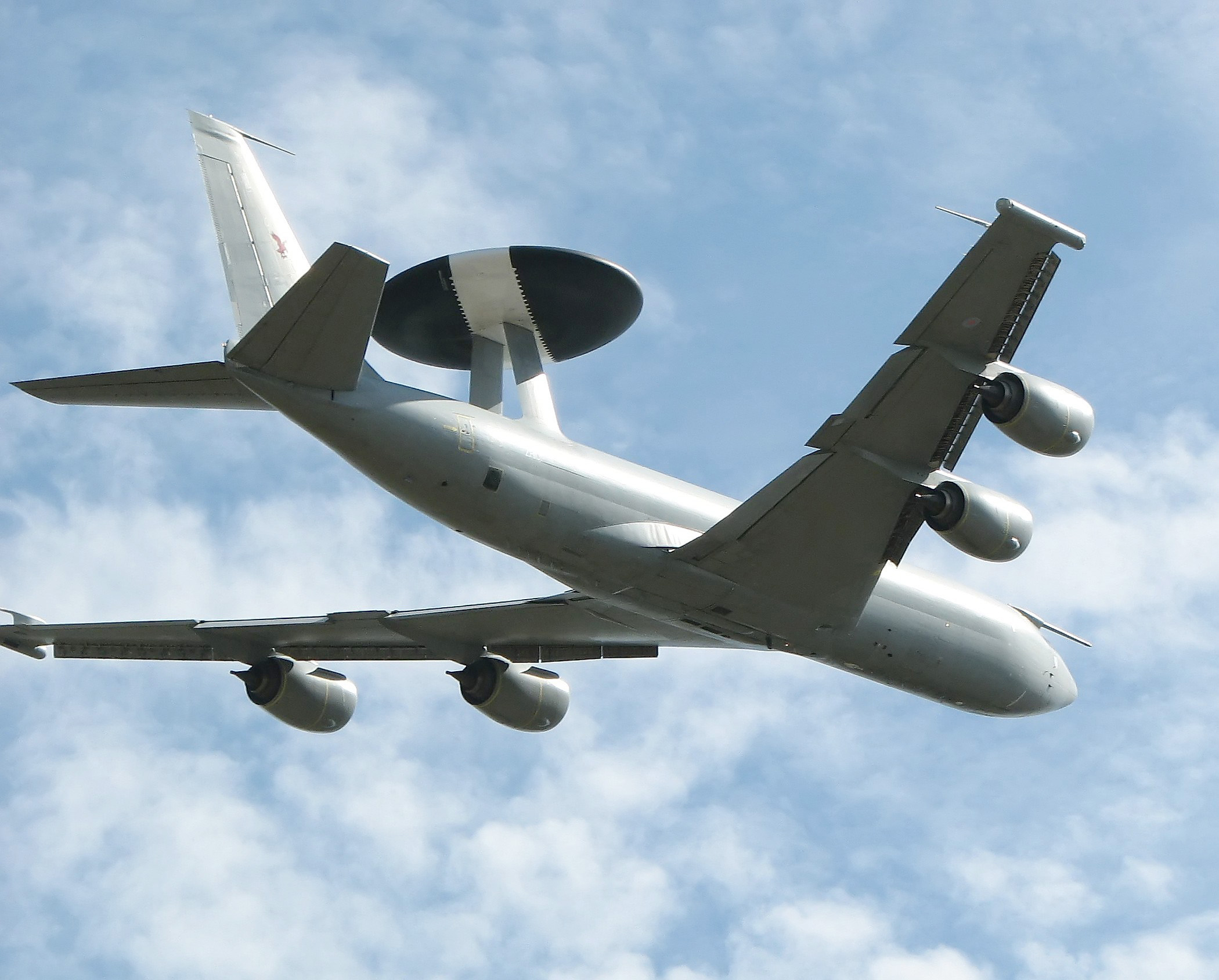
Un E-3 de la Royal Air Force tras el despegue.

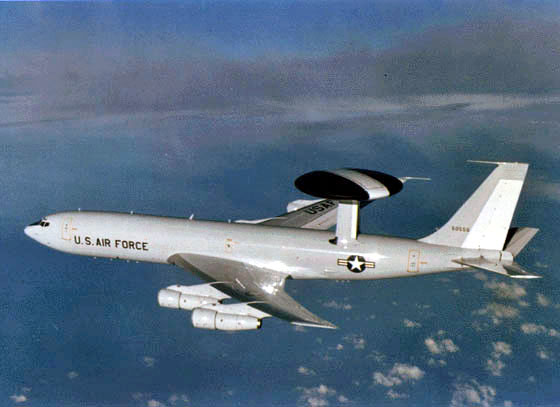
E-3 de la USAF en vuelo.

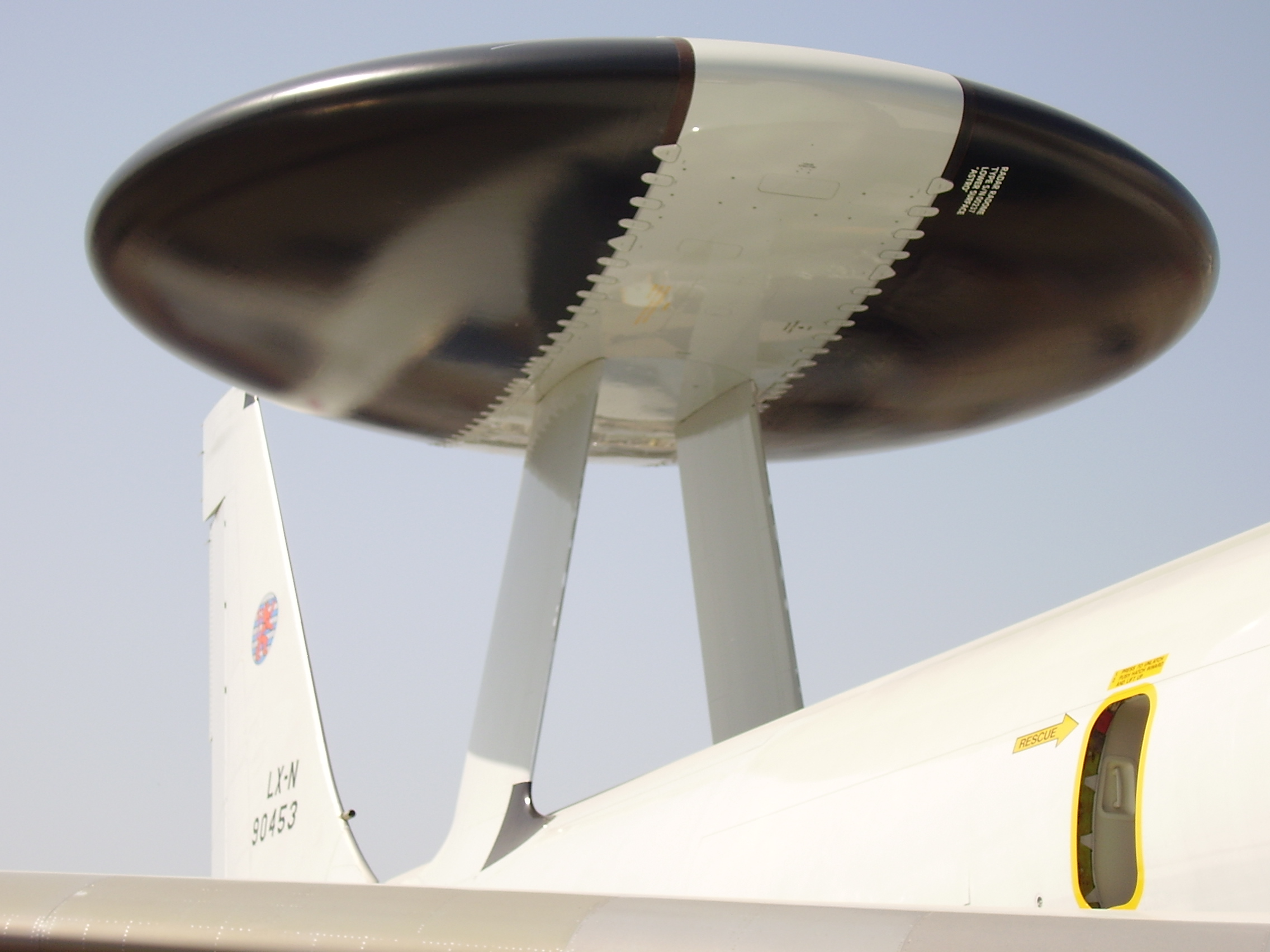
El rotódomo del radar, que gira a una velocidad de 6 vueltas por minuto.

- Real Fuerza Aérea Saudí: compró cinco E-3A Sentry y ocho KE-3A con capacidad de reabastecimiento en vuelo en 1983. Están todos dispuestos en un único escuadrón:
  - No. 18 Squadron RSAF

 Chile
- Fuerza Aérea de Chile: 3 aviones Boeing E-3D Sentry (Sentry AEW.1) usados, adquiridos al Reino Unido en septiembre de 2021, llegaron a Chile en julio de 2022; las aeronaves ZH103 y ZH106 se unirán al servicio del Grupo de Aviación N.º 10 de la II Brigada Aérea, un tercero será utilizado como fuente de repuestos.[6][7][8][9]

 Estados Unidos
- Fuerza Aérea de los Estados Unidos: compró treinta y cuatro E-3A (veinticuatro fueron posteriormente modificados como E-3B y diez como E-3C). Uno de los E-3 está alquilado a la Boeing Integrated Defense Systems para la realización de pruebas, investigación y desarrollo. Están distribuidos en los siguientes escuadrones:
  - 552d Air Control Wing dispone de 28 E-3 estacionados en Tinker, Oklahoma.
    - 960th AACS.
    - 963rd AACS.
    - 964th AACS.
    - 965th AACS.
    - 966th AACS.

  - 3rd Wing: dispone de 2 aparatos en Elmendorf, Alaska.
    - 962nd AACS.

  - 18th Wing: dispone de 2 aviones en Kadena, Japón.
    - 961st AACS.

 Francia
- Armée de l'Air: compró cuatro E-3F Sentry similares a los E-3D británicos. Están dispuestos en dos escuadrones:
  - EDCA 01.036
  - EDCA 02.036

 OTAN
- Con base en Geilenkirchen, Alemania, la OTAN adquirió un total de 18 E-3 Sentry AWACS para el uso conjunto de varios miembros de la Organización, actualmente compuestos por: 
  -  Alemania
  -  Bélgica
  -  Canadá
  -  Dinamarca
  -  España
  -  Estados Unidos
  -  Grecia
  -  Hungría
  -  Italia
  -  Luxemburgo
  -  Noruega
  -  Países Bajos
  -  Polonia
  -  Portugal
  -  Turquía

Únicamente uno de los aparatos se ha perdido en accidente en Grecia. Cabe destacar que todas estas aeronaves están oficialmente registradas como aeronaves de Luxemburgo, un miembro de la OTAN que no dispone de Fuerza Aérea.
Los E-3 de la OTAN están distribuidos en los siguientes escuadrones:
- Escuadrón 1.
- Escuadrón 2.
- Escuadrón 3.
- Ala de Entrenamiento.

 Reino Unido
- Real Fuerza Aérea: compró seis (posteriormente incrementados hasta siete) E-3D Sentry en diciembre de 1986. Las aeronaves son denominadas en el Reino Unido como Sentry AEW.1. Están repartidas en dos escuadrones:
  - Escuadrón Número 8.
  - Escuadrón Número 23.

## Especificaciones (Aviones de la USAF/OTAN)

### Características generales
- Tripulación: 4 tripulantes de vuelo (2 pilotos, 1 navegante y 1 mecánico), así como 13-19 tripulantes de misión.
- Longitud: 46,6 m (152,9 ft)
- Envergadura: 44,4 m (145,7 ft)
- Altura: 12,6 m (41,3 ft)
- Superficie alar: 283,4 m² (3050,6 ft²)
- Peso vacío: 73 480 kg (161 949,9 lb)
- Peso cargado: 156 400 kg (344 705,6 lb)
- Peso máximo al despegue: 147 000 kg (323 988 lb)
- Planta motriz: 4× turbofán Pratt and Whitney TF33-PW-100A.
  - Empuje normal: 96 kN (9789 kgf; 21 582 lbf) de empuje cada uno.

### Rendimiento
- Velocidad máxima operativa (Vno): 855 km/h (531 MPH; 462 kt)
- Alcance: 7408 km (4000 nmi; 4603 mi) (8 horas)
- Techo de vuelo: 12 497 m (41 000 ft)

### Aviónica
- Radar PESA Westinghouse AN/APY-1 y AN/APY-2

## Especificaciones (Aviones de la versión británica)

### Características generales
- Tripulación: 4 tripulantes de vuelo, 14 tripulantes de misión
- Capacidad: 35
- Longitud: 46,6 m (152,9 ft)
- Envergadura: 44,4 m (145,7 ft)
- Altura: 12,6 m (41,3 ft)
- Superficie alar: 283,4 m² (3050,6 ft²)
- Peso vacío: 83 990 kg (185 114 lb)
- Peso cargado: 152 090 kg (335 206,4 lb)
- Peso máximo al despegue: 151 636 kg (334 205,7 lb)
- Planta motriz: 4× turbofán CFM International CFM56.
  - Empuje normal: 106,8 kN (10 886 kgf; 24 000 lbf) de empuje cada uno.

### Rendimiento
- Velocidad nunca excedida (Vne): Mach 0,83
- Velocidad máxima operativa (Vno): 955 km/h (593 MPH; 516 kt) (Mach 0,78)
- Velocidad crucero (Vc): Mach 0,72 (eco)
- Alcance: 8046 km (4344 nmi; 5000 mi) (10 horas)
- Techo de vuelo: 13 106 m (42 999 ft)
- Régimen de ascenso: 10,2 m/s (2002 ft/min)

### Aviónica
- Radar PESA Westinghouse AN/APY-1 y AN/APY-2

## Aeronaves relacionadas

### Desarrollos relacionados
- Boeing CT-49
- Boeing P-8 Poseidon
- Boeing KC-135 Stratotanker
- Boeing E-767

### Aeronaves similares
- KJ-2000
- Boeing 737 AEW&C
- Grumman E-2 Hawkeye
- Northrop Grumman E-8 Joint STARS
- IAI Phalcon
- Beriev A-100
- / Beriev A-50 Shmel

### Secuencias de designación
- Secuencia E-_ (Aviones con instalación Electrónica especial estadounidenses, 1962-presente): E-1 - E-2 - E-3 - E-4 - E-5 - E-6 →